# نارسایی دریچه آئورت
نارسایی دریچه آئورت (انگلیسی: Aortic regurgitation) که به آن بی‌کفایتی دریچه آئورت هم می‌گویند و با حروف اختصاری «AR» یا «AI» در پزشکی شناخته می‌شود، نشت دریچه آئورت قلب است که باعث می‌شود خون در طی دیاستول بطنی در جهت معکوس - از آئورت به بطن چپ - جریان یابد. در نتیجه، عضله قلب مجبور است سخت‌تر از حد معمول خود کار کند تا خون را رو به جلو براند. این بیماری بر حسب نحوهٔ تظاهر و سرعت شروع بیماری به دو دستهٔ «نارسایی حاد دریچه آئورت» و «نارسایی مزمن دریچه آئورت» تقسیم‌بندی می‌شود.

## علائم و نشانه‌ها
برخی از علائم بالینیِ مهمِ نارساییِ دریچه آئورت مشابه با علائم نارسایی قلب و به شرح زیر است:
- تنگی نفس فعالیتی
- ارتوپنه
- تنگی‌نفس حمله‌ای شبانه
- تپش قلب
- آنژین صدری
- سیانوز (در موارد حاد بیماری)

## دلایل
نارسایی آئورت، اغلب به دلیل اتساع ریشه آئورت (اکتازی حلقوی آئورت) است که در بیش از ۸۰ درصد دلیل ناشناخته‌ای دارد، اما اگر دلیلش این نباشد، ممکن است ناشی از افزایش سن، آئورت سیفلیسی، بیماری استخوان‌زایی ناکامل، دیسکسیون آئورت، بیماری بهجت، نشانگان رایتر و فشار خون بالا باشد. اتساع ریشه آئورت شایع‌ترین علت نارسایی آئورت در کشورهای توسعه یافته است. علاوه بر این، نارسایی آئورت با استفاده از برخی داروها، به ویژه داروهای حاوی فنفلورامین، دکسفنفلورامین و آگونیست‌های دوپامین مرتبط است. سایر علل بالقوه ای که مستقیماً بر گشادی دریچه تأثیر می‌گذارد عبارتند از نشانگان مارفان، نشانگان اهلرز-دنلوس، اسپوندیلیت آنکیلوزان و لوپوس اریتماتوز منتشر. در موارد حاد نارسایی آئورت، علل اصلی این بیماری آندوکاردیت عفونی، دیسکسیون آئورت یا تروما است.

## تشخیص
برای تشخیص نارسایی آئورت، یک روش رایج برای ارزیابی شدت آن، اکوکاردیوگرافی است که می‌تواند نماهای دوبعدی از جت نارسایی را ارائه دهد و امکان اندازه‌گیری سرعت و تخمین حجم جهش خون را فراهم کند. یافته‌های مربوط به نارسایی شدید آئورت، بر اساس دستورالعمل‌های کالج پزشکان قلب آمریکا/انجمن قلب آمریکا در سال ۲۰۱۲ شامل موارد زیر است:
- عرض جهش رنگی هوش مصنوعی بیش از ۶۵٪ قطر مجرای خروجی بطن چپ
- داپلر عرض «فشردگی جریان» (انقباض جت سیال) عرض بیش از ۰٫۶ سانتی‌متر
- نیمه‌عمر فشار خون برگشتی کمتر از ۲۰۰ میلی‌ثانیه است
- خاتمه زودهنگام جریان دریچه میترال
- معکوس شدن جریان هولودیاستولیک در آئورت نزولی.
- حجم خون برگشتی بیش از ۶۰ میلی لیتر
- کسر خون برگشتی بیش از ۵۰٪
- مساحت تخمینی روزنه خون برگشتی بیش از ۰٫۳ سانتی‌متر مربع
- افزایش اندازه بطن چپ

رادیوگرافی قفسه سینه می‌تواند به تشخیص کمک کند و هیپرتروفی بطن چپ و گشادی آئورت را نشان دهد. نوار قلب به‌طور معمول نشان‌دهنده هیپرتروفی بطن چپ است. کاتتریزاسیون قلبی به ارزیابی شدت نارسایی و هرگونه اختلال عملکرد بطن چپ کمک می‌کند.

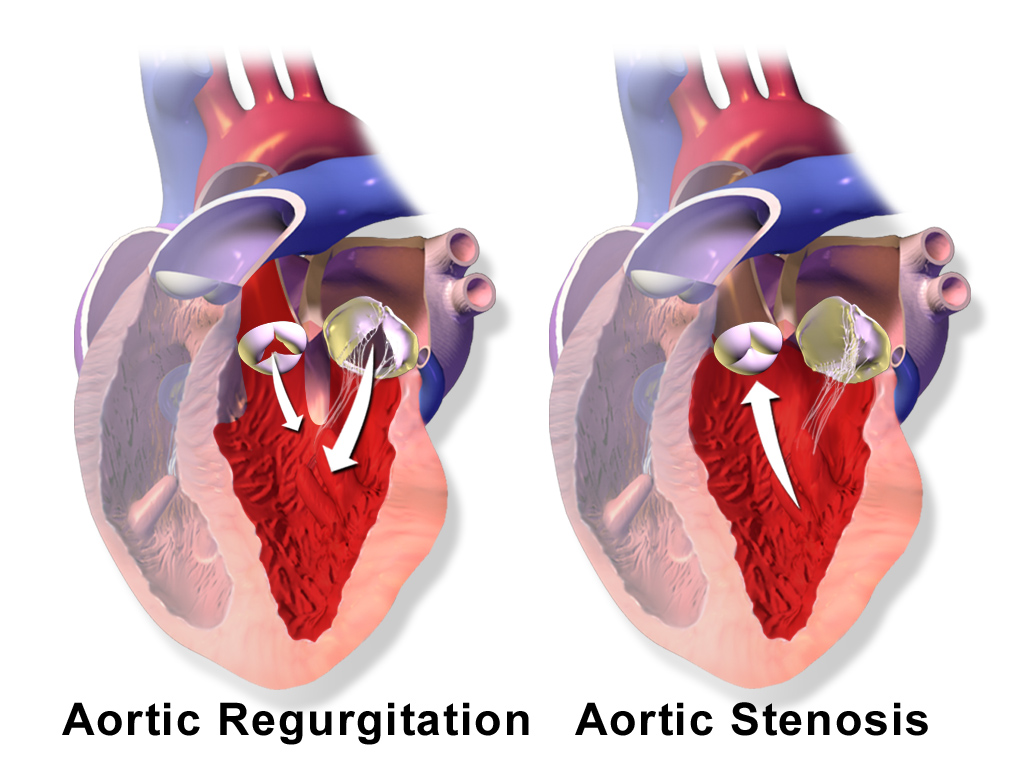
نارسایی دریچه آئورت در برابر تنگی دریچه آئورت
شنود (پزشکی) صداهای طبیعی و غیرطبیعی قلب

برخی از نشانه‌های پزشکی که هنگام معاینه این بیماران یافت می‌شوند به شرح زیر است:
- نبض کوریگان:[۱۲] تشدید و افت ناگهانی نبض
- نشانه دو موسه:[۱۳] تکان مختصر سر با هر ضربان قلب
- نشانهٔ کوئینکه:[۱۳] نبض‌های مویرگی
- نشانه ترائوبه:[۱۴] صداهای سیستولیک و دیاستولیک بر روی سرخرگ رانی شنیده می‌شود
- نشانه دروزیه:[۱۳] بروئی سیستولی و دیاستولی با فشردن سرخرگ رانی شنیده می‌شود
- نشانهٔ لاندولفی[۱۴]
- نشانه بکر[۱۴]
- نشانه مولر[۱۳]
- نشانه مین[۱۴]
- نشانهٔ رُزنباخ[۱۴]
- نشانهٔ گرهارت[۱۴]
- نشانهٔ هیل[۱۴]
- نشانه لینکلن[۱۴]
- نشانهٔ شرمن[۱۴]

لازم به یادآوری است که: (۱) شنیدن صدای سوم قلب (S3) با میزان اختلال عملکرد بطن چپ ارتباط دارد. (۲) سوفل نارسایی مزمن آئورت معمولاً به صورت دیاستولیک و کاهش‌یابنده است که به بهترین وجه در سومین فضای بین‌دنده‌ای سمت چپ شنیده می‌شود و ممکن است در امتداد حاشیهٔ چپ استخوان جناغ منتشر شود.

## درمان
نارسایی آئورت بسته به شدت تظاهرات، علائم و نشانه‌های مرتبط با روند بیماری و درجه اختلال عملکرد بطن چپ می‌تواند به صورت دارویی یا جراحی درمان شود. درمان جراحی در بیماران بدون علامت در صورت کاهش کسر تخلیه‌ای (نسبت تخلیه) به ۵۰٪ یا کمتر، به‌همراه اتساع پیشرونده و شدید بطن چپ، یا با علائم یا پاسخ غیرطبیعی به تست ورزش توصیه شده است. همچنین، جراحی در موارد «نارسایی حاد دریچه آئورت» بلافاصله انجام می‌شود.
درمان دارویی نارسایی مزمن آئورت که پایدار و بدون علامت باشد شامل استفاده از گشادکننده عروق است. در کارآزمایی‌های بالینی تجویز بازدارنده‌های آنزیم مبدل آنژیوتانسین، مسدودکننده گیرنده آنژیوتانسین ۲، نیفیدیپین و هیدرالازین فواید کوتاه‌مدتی در بهبود نسبی تنش دیواره بطن چپ، کسر تخلیه‌ای و توده قلب نشان داده‌اند. هدف از استفاده از این داروها کاهش پس‌بار (afterload) است تا بطن چپ تا حدودی سالم بماند.  کسر خون برگشتی ممکن است تغییر قابل توجهی نداشته باشد، زیرا اختلاف بین فشار آئورت و بطن چپ معمولاً در شروع درمان نسبتاً کم است. سایر درمان‌های پزشکی نسبتاً محافظه‌کارانه برای موارد پایدار و بدون علامت بیماری عبارتند از رژیم کم نمک، ادرارآورها، دیگوکسین، مسدودکننده کانال کلسیم و خودداری از انجام فعالیت‌های شدید بدنی.
از سال ۲۰۰۷، انجمن قلب آمریکا دیگر تجویز آنتی‌بیوتیک‌ها را برای پیشگیری از اندوکاردیت قبل از انجام برخی جراحی‌های کوچک (مثلا دندان‌پزشکی) در بیماران مبتلا به نارسایی آئورت توصیه نمی‌کند. پروفیلاکسی آنتی‌بیوتیکی برای جلوگیری از اندوکاردیت قبل از اقدامات گوارشی یا ادراری-تناسلی دیگر برای هیچ بیمار مبتلا به بیماری دریچه ای توصیه نمی‌شود. تست ورزش قلب در شناسایی افرادی که برای مداخله جراحی مناسب هستند مفید است. هنگامی که تنش دیواره سیستولیک محاسبه و با نتایج دیگر ترکیب شود، آنژیوگرافی رادیونوکلئیدی توصیه می‌شود.
یک درمان جراحی برای نارسایی دریچه آئورت «تعویض دریچه آئورت» است؛ که در حال حاضر با جراحی باز قلب انجام می‌گیرد. در صورتی که نارسایی از نوع شدید حاد باشد، انجام عمل جراحی ضروری است، در صورتی که منع مطلقی (برای جراحی) وجود نداشته باشد. با توجه به مرگ و میر بالای مرتبط با نارسایی حاد دریچه آئورت، افراد مبتلا به باکتریمی با اندوکاردیت دریچه آئورت نباید منتظر اثرگذاری درمان با آنتی‌بیوتیک باشند، در صورت امکان، پیوند دگرژنی دریچه آئورت باید انجام شود.

## پیش‌آگهی
خطر مرگ در افراد مبتلا به نارسایی آئورت با بطن گشادشده و کسر جهشی طبیعی که بدون علامت هستند حدود ۰٫۲ درصد در سال است. اگر کسر تخلیه‌ای (EF) کاهش یابد یا اگر فرد علائمی بیابد، خطر افزایش می‌یابد.
افراد مبتلا به نارسایی مزمن (شدید) آئورت، دوره‌ای را دنبال می‌کنند که به محض ظاهر شدن علائم، مداخله جراحی مورد نیاز است. نارسایی دریچه آئورت در ۱۰٪ تا ۲۰٪ درصد از افرادی که تحت عمل جراحی قرار نمی‌گیرند، کشنده است. اختلال عملکرد بطن چپ تا حدی پیش‌آگهی و شدت موارد نارسایی آئورت را تعیین می‌کند.

## برای مطالعهٔ بیشتر
- Hamirani, Yasmin S.; Dietl, Charles A.; Voyles, Wyatt; Peralta, Mel; Begay, Darlene; Raizada, Veena (28 August 2012). "Acute Aortic Regurgitation". Circulation. 126 (9): 1121–1126. doi:10.1161/CIRCULATIONAHA.112.113993. PMID 22927474.
- Dujardin, Karl S.; Enriquez-Sarano, Maurice; Schaff, Hartzell V.; Bailey, Kent R.; Seward, James B.; Tajik, A. Jamil (13 April 1999). "Mortality and Morbidity of Aortic Regurgitation in Clinical Practice: A Long-Term Follow-Up Study". Circulation. 99 (14): 1851–1857. doi:10.1161/01.cir.99.14.1851. PMID 10199882.